# Szécsisziget, Zala
Szécsisziget  este un sat în districtul Lent, județul Zala, Ungaria, având o populație de 227 de locuitori (2011). 

## Demografie
Componența etnică a satului Szécsisziget
     Maghiari (97,64%)
     Romi (2,36%)
Componența confesională a satului Szécsisziget
     Romano-catolici (87,22%)
     Necunoscută (12,78%)
Conform recensământului din 2011, satul Szécsisziget avea 227 de locuitori. Din punct de vedere etnic, majoritatea locuitorilor (97,64%) erau maghiari, cu o minoritate de romi (2,36%).  Din punct de vedere confesional, majoritatea locuitorilor (87,22%) erau romano-catolici. Pentru 12,78% din locuitori nu este cunoscută apartenența confesională.